# Chlordimeform
Chlordimeform ist eine chemische Verbindung aus der Gruppe der Amidine und organischen Chlorverbindungen.

## Geschichte
Chlordimeform wurde zwischen 1966 und 1976 sowie zwischen 1978 und 1988 von Ciba-Geigy unter dem Namen Galecron als Schädlingsbekämpfungsmittel insbesondere gegen Spinnmilben in Baumwoll- und anderen Kulturen verkauft. 1978 stellte Ciba-Geigy die Herstellung und den Verkauf des Mittels ein, nachdem unabhängige Wissenschaftler nach Tierversuchen den Verdacht auf eine karzinogene Wirkung des Mittels geäußert hatten.

## Gewinnung und Darstellung
Chlordimeform wird industriell durch Kondensation eines Vilsmeier-Reagenz (erhalten durch Reaktion von Dimethylformamid mit Phosphoroxychlorid, Thionylchlorid oder Cobalt(II)-chlorid) entweder mit 4-Chlor-o-toluidin oder mit o-Toluidin und folgende Chlorierung des entstehenden Zwischenproduktes hergestellt.

## Verwendung
Chlordimeform und sein Hydrochlorid werden als Pflanzenschutzmittel (Akarizid und Insektizid) verwendet. In Deutschland, Österreich und der Schweiz ist kein Pflanzenschutzmittel mit diesem Wirkstoff zugelassen.